# Musée des pierres de Mijoux
Le musée des pierres est un musée consacré à l'art de la taille des pierres fines par les lapidaires du Haut-Jura  situé à Mijoux, dans l'Ain, en France. Il est installé dans les locaux du bijoutier-joaillier Trabbia-Vuillermoz,.